# Subartu

Pianta della Vicino Oriente antico (IV millennio a.C.). La collocazione di Subartu è ipotetica.

La terra di Subartu (Accadico Šubartum/Subartum/ina Šú-ba-ri, Assiro mât Šubarri) o Subar (Sumero Su-bir4/Subar/Šubur) è menzionata nella letteratura dell'Età del Bronzo.
È indicata come "Subaru" nelle Lettere di Amarna (le lettere furono scritte nel XIV secolo a.C., all'incirca tra il 1350 a.C. e il 1335 a.C.) e, nella forma Šbr, nei testi di Ugarit.
Sembra che Subartu si trovasse nella Mesopotamia settentrionale (la Giazira dei geografi arabi), lungo il corso superiore del Tigri. La maggior parte degli studiosi è concorde nel ritenere il Subartu un nome antico per l'Assiria, sebbene vi siano altre teorie che collocano questo territorio a volte un po' più a est, a nord o a ovest di questa posizione. La sua ubicazione precisa non è ancora stata identificata.
Con riferimento all'impero accadico, il Subartu segnalava l'orizzonte geografico settentrionale, proprio come Martu, l'Elam e Sumer segnalavano rispettivamente l'ovest, l'est e il sud.

## Storia
Il poema epico mitologico sumero Enmerkar e il signore di Aratta elenca i paesi dove le "lingue sono confuse": Subartu, Hamazi, Sumer, Uri-ki (Akkad) e Martu (Amurru, la terra degli Amorrei). Analogamente, i primi riferimenti ai "quattro quartieri" da parte dei re di Akkad nominano Subartu come uno di questi quartieri attorno ad Akkad, assieme con Martu, Elam e Sumer. Nei testi più antichi, gli abitanti del Subartu sembrano essere stati montanari dediti all'allevamento, che spesso subivano incursioni e asservimenti.
Si diceva che Eannatum di Lagash avesse sconfitto il Subartu o il Shubur ed esso era elencato fra le province dell'impero di Lugal-Anne-Mundu. In un periodo successivo, Sargon di Akkad effettuò campagne contro Subar e il suo nipote Naram-Sin elencò Subar insieme con il territorio degli Armani (Armeni), - area che è stata identificata con Aleppo-, tra le terre poste sotto il suo controllo. Anche Ishbi-Erra di Isin e Hammurabi rivendicarono vittorie su Subar.
Tre delle lettere di Amarna, corrispondenza in lingua accadica ritrovata in Egitto, menzionano Subari come toponimo (si veda sotto per un maggiore dettaglio).
Vi è infine una menzione del "Subartu" nel Poema di Erra dell'VIII secolo a.C. (IV, 132), assieme ad altri territori che avevano vessato Babilonia.
Nel periodo neobabilonese (sotto i regni dir Nabopolassar, Nabucodonosor II e Nabonedo), il termine Subartu era utilizzato come un termine generico per Assiria. Il termine era ancora di uso corrente sotto il regno di Cambise II, che menzionava prigionieri subari.

## Identità dei subartei
Probabilmente i Subartei appartenevano al gruppo delle popolazioni hurrite. Tuttavia molte teorie associano l'antico Subartu ad una o più culture moderne presenti nella regione, tra le quali vi sono l'armena o la curda. Alcuni studiosi, come il professor Mehrdad Izady dell'Università di Harvard, ritengono di aver identificato Subartu con l'attuale tribù curda di Zibaris, che popola la regione settentrionale della Mesopotamia attorno a Mossul fino ad Hakkâri, in Turchia.

## Subartu nelle Lettere di Amarna
Il Subartu delle lettere è citato solamente nelle seguenti tre Lettere di Amarna, senza che sia fatto alcun riferimento ad alcun sovrano locale:
EA 100—Titolo: "La città di Irqata al re" - si veda Arqa, nelle Lettere di Amarna: Irqata
EA 108—Titolo: "Fatti inauditi" - lettera di Rib-Hadda
EA 109—Titolo: "Dopo ed ora" - lettera di Rib-Hadda
Tutte e tre le lettere sono indirizzate ad Akhenaton. In due (la EA 108 e la EA 109), Rib-Hadda, re di Biblo, lamentava che Abdi-Ashirta, sovrano di Amurru, avesse venduto prigionieri al Subaru, mentre un'altra (la EA 100), proveniente dalla città di Irqata, allude a dei beni sequestrati che furono trasferiti al Subaru.